# یو یونگ
یو یونگ (انگلیسی: You Yong؛ زادهٔ ۱۳ دسامبر ۱۹۶۳) یک هنرپیشه اهل جمهوری خلق چین است.
از فیلم‌ها یا برنامه‌های تلویزیونی که وی در آن نقش داشته است می‌توان به مثلث اشاره کرد.